# Neilos
Neilos (grek. Νειλος), även kallad Nile, var en flodgud i grekisk mytologi. Han bodde i Nilen i Agyptien (nutidens Egypten) i norra Afrika och var son till titanerna Okeanos och Tethys.
Neilos hade flera barn, bland andra: Khione (Kallirhoes dotter), Memphis, Ankhione och Anippe. Han kan även ha varit far till Kaliadne och Polyxo.